# Prasat Suor Prat
Tháp Suor Prat - theo tiếng Việt được hiểu là " tháp tử thần" hay tháp "12 con giáp". Tháp Suor Prat nằm trong kinh thành Angkor Thom phía cổng Chiến Thắng.Theo truyền thuyết thì nơi đây là nơi mà vua dùng đề hành hình những phạm nhân. Bên trong các tháp này chứa một con vật hành hình gồm có: cọp, beo, rắn, rết, bò cạp, v.v. Tùy theo tội trạng mà phạm nhân đó được đưa vào tháp nào. Có 12 tháp tương ứng với 12 con giáp gồm: chuột, trâu, cọp, thỏ, v.v. Phạm nhân bị giam cầm trong đó trong một tháng. Nếu sau một tháng, phạm nhân ra ngoài mà còn sống, vua sẽ cho là thần thánh tha mạng nên được miễn tội và tự do. Nếu sau một tháng, phạm nhân đã chết thì có nghĩa là có tội. Nhưng hầu như khó có phạm nhân nào chịu nổi cực hình này và tất cả phạm nhân đều bị chết trước 30 ngày. Mỗi bên chia làm 6 tháp và giữa của 2 bên cụm tháp là con đường dẫn ra Cổng Chiến thắng Angkor Thom.

## Công dụng
Theo " Chân Lạp Phong Thổ Ký"của Châu Đạt Quan mô tả thì công dụng của các tháp này thì khác. Chúng dùng với mục đích phân xử. Ngày xưa không có luật pháp và không có quan hay nhà xử kiện, các tháp này sẽ làm nhiệm vụ đó. Nếu 2 người có kiện tụng hay tranh cãi, Vua sẽ cho nhốt 2 người vào tháp, nếu sau vài ngày, người nào chết trước, người đó sẽ thắng kiện. Việc thây ma, hay xác chết có xảy ra, sẽ chẳng có ai để điều tra hay quan tâm. Nếu phát hiện có người chết trong nhà mình, người dân Khmer thời Angkor sẽ kéo thây ma đó ra nghĩa địa và không có một điều tra hay phán quyết nào.

## Tình trạng
Số phận của những tháp này hiện nay cũng như một số công trình khác, dù đã cố sức trùng tu nhưng các tháp vẫn trong tình trạng xuống cấp của nó. Có tháp sụp đổ hoàn toàn và một số tháp cỏ dại mọc trên cả đỉnh. Dù là công trình bằng đá không có điêu khắc nhưng nó phản ánh một thời kỳ mà luật pháp chưa có thời Angkor. Hiện nay, công việc trùng tu các tháp này vẫn tiếp diễn.